# Mohamed Ali Yacoubi
Mohamed Ali Yacoubi (arabul: محمد علي اليعقوبي; Kairuán, 1990. október 5. –) tunéziai válogatott labdarúgó, aki jelenleg az Espérance de Tunis játékosa.

## Külső hivatkozások
- Mohamed Ali Yacoubi adatlapja a Soccerway oldalon (angolul)
- Mohamed Ali Yacoubi Transfermarkt